# Farchant
Farchant är en kommun och ort i Landkreis Garmisch-Partenkirchen i Regierungsbezirk Oberbayern i förbundslandet Bayern i Tyskland.